# 若桜町立若桜中学校
若桜町立若桜中学校（わかさちょうりつ わかさちゅうがっこう）は、かつて鳥取県八頭郡若桜町大字浅井にあった公立中学校。

## 概要
校区は、2009年（平成21年）に若桜町立池田小学校が過疎化による児童数減少のため、若桜町立若桜小学校に統合されたことから、若桜町立若桜小学校のみとなっている。

## 沿革
- 1947年（昭和22年） - （旧）若桜町立若桜中学校、池田村立池田中学校が開校
- 1954年（昭和29年） - 若桜町と池田村が合併、池田中学校が若桜町立となる
- 1957年（昭和32年） - 若桜・池田の両校を閉校し統合、若桜町立若桜中学校が開校
- 2000年（平成12年） - 新校舎竣工式
- 2012年（平成24年）4月 - 小中一貫校へ移行し、若桜小学校を統合し併設型の若桜町立若桜学園が開校

## 学校周辺
- 若桜宿
- 若桜神社
- 龍徳寺（若桜幼稚園）
- 国道29号
- 氷ノ山
- 八東川